# Beitar Il·lit
Beitar Il·lit (hebreu: ביתר עילית‎) és un assentament i ciutat israeliana situat a l'oest de Gush Etzion, en el nord de la regió de Judea i Samaria (Cisjordània). La ciutat va ser establerta en 1985 sobre terres comprades als llogarets àrabs de Nahaleen, Hussan, i Wadi Fukin. Es troba a deu quilòmetres de Jerusalem. Al setembre de 2007, hi havia una població de 34.427 habitants. Beitar Illit va ser la primera ciutat Haredí.

## Demografia
D'acord amb l'Oficina Central d'Estadístiques d'Israel (CBS), en 2001, la composició ètnica de la ciutat era 100,% jueva, amb 8.900 homes i 8.400 dones. La majoria de la població és haredí amb el 62,9% dels seus habitants amb 19 anys o menys, el 18,1% entre 20 i 29, 14,6% entre els 30 i els 44, el 3,4% de 45 a 59, el 0,4% de 60 a 64, i el 0,7 % de 65 anys o més. La taxa de creixement de la població en 2001 va ser de 9,6%.

## Ingressos
D'acord amb la CBS, en l'any 2000, a la ciutat havien 2.172 treballadors assalariats i 131 treballadors autònoms. La mitjana de salari mensual en aquest mateix any d'un treballador assalariat era de ILS 3079, sent la mitjana per als homes de ILS 4475 i per a les dones de ILS 2173. La mitjana d'ingressos per als treballadors per compte propi és de 4438. Hi ha 99 persones que reben segur de desocupació i 671 persones que reben una garantia d'ingressos.

## Educació
D'acord amb la CBS, hi ha 26 escoles i seminaris rabínics amb 3.225 estudiants en la ciutat. D'aquest total d'escoles, 22 són escoles primàries amb 3019 estudiants, i 4 són escoles secundàries amb 206 estudiants. Tota l'educació al poble és religiosa, ja que la seva població és exclusivament haredí.

## Assoliments
Malgrat no tenir un mínim de comerç i indústria, així com una població que és, en general, feble econòmicament, Beitar Illit ha estat guardonat pel Ministeri de l'Interior israelià amb la Medalla d'Or al pressupost equilibrat durant set anys seguits. Al departament d'assistència social municipal se li va atorgar un premi i reconeixement pel Govern Nacional per la seva labor en la prevenció de la deserció escolar adolescent. També va rebre en el 2005 "Premi Bandera" a nivell nacional, així com cinc anys el premi "Estavelles de Beaty" del Consell per al Bell Israel, per ser un dels municipis més nets d'Israel, i per l'educació de la comunitat, posant l'accent als programes de reciclatge.